# Torre Limete
A Torre Limete em 2018
A Torre Limete (em francês:  Tour de l'Échangeur, 'Torre da Troca', ou Tour des Héros nationaux du Congo, 'Torre dos Heróis Nacionais do Congo'), é uma torre localizada na comuna de Limete em Quinxassa, capital da República Democrática do Congo.

## História
O presidente Mobutu Sese Seko decidiu renomear o Boulevard Leopold II, uma estrada importante que conecta o aeroporto de N'djili ao centro da cidade, como Boulevard Lumumba em 1966, um ano após assumir o poder. Ele também queria erguer um monumento a Patrice Lumumba no cruzamento da avenida para Limete. A pedra fundamental da torre foi lançada pelo então presidente da Tanzânia, Julius Nyerere, em 24 de novembro de 1967, enquanto a construção começou em 1969. O projeto da torre foi do arquiteto franco-tunisino Olivier-Clément Cacoub e construção foi feita por uma empresa iugoslava. O topo da torre é um pináculo de cobre, com a torre compreendendo quatro colunas cilíndricas de concreto armado. A construção foi interrompida em 1974 depois que o edifício atingiu 12 andares. O complexo da torre permaneceu como um elefante branco por muitos anos. A torre fica em uma praça que costumava ser chamada de Praça da Troca até 2011, quando foi renomeada como Praça da Reconstrução.
Uma estátua de Patrice Lumumba foi erguida na praça em 17 de janeiro de 2002. As obras adicionais ao redor da base e da praça começaram em 2010 sob a presidência de Joseph Kabila, adicionando fontes e um local de artes cênicas a um custo de 11 milhões de dólares americanos. A torre também abriga o Museu de Arte Contemporânea e Multimídia, que possui coleções de artistas e escultores congoleses.